# Lufthansa Technik
Die Lufthansa Technik AG (kurz LHT) ist ein Anbieter für MRO-Dienstleistungen (Maintenance, Repair and Overhaul – Wartung, Reparatur und Überholung) von Flugzeugen mit 50 Standorten weltweit. Die Lufthansa Technik Group ist zu 100 Prozent im Besitz des Mutterkonzerns Deutsche Lufthansa AG und umfasst 32 technische Instandhaltungsbetriebe und Beteiligungen in Europa, Asien und Amerika mit 24.499 Mitarbeitern (Stand 31. Dezember 2024).
Ihre Basis hat Lufthansa Technik am Flughafen Hamburg, weitere wichtige deutsche Standorte sind die beiden Lufthansa-Drehkreuze Frankfurt und München sowie Berlin.

## Umsatz
Weltweit hatte der MRO-Markt im Jahr 2008 für alle Fluggesellschaften zusammen ein geschätztes Volumen von 42 Milliarden US-Dollar. Davon beträgt der für LHT in Frage kommende Anteil 34 Milliarden US-Dollar. Mit einem Anteil von rund 15 Prozent an dieser Summe ist das Unternehmen Weltmarktführer.
Nach vielen positiven Jahren mit steigendem Umsatz kam es bedingt durch die Corona-Krise 2020 zu einem Verlust von mehr als 380 Millionen Euro und mehreren Entlassungen bei Festangestellten und Leiharbeitern. Der Umsatz lag im Jahr 2020 bei 3,7 Milliarden Euro und ist damit im Vergleich zum Vorjahr um 43 Prozent eingebrochen.

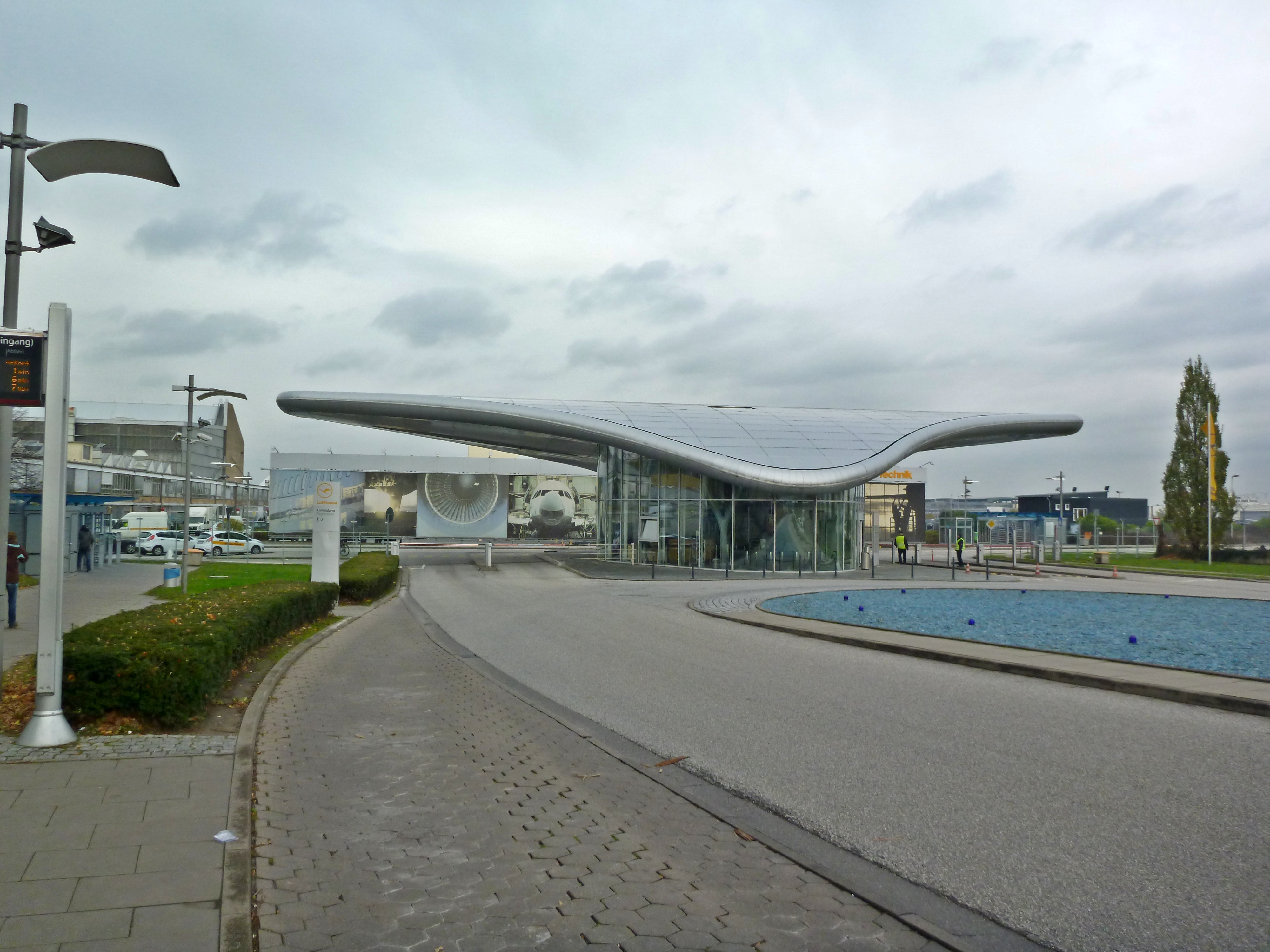
Haupteingang (Rochen) der Lufthansa Technik in Hamburg

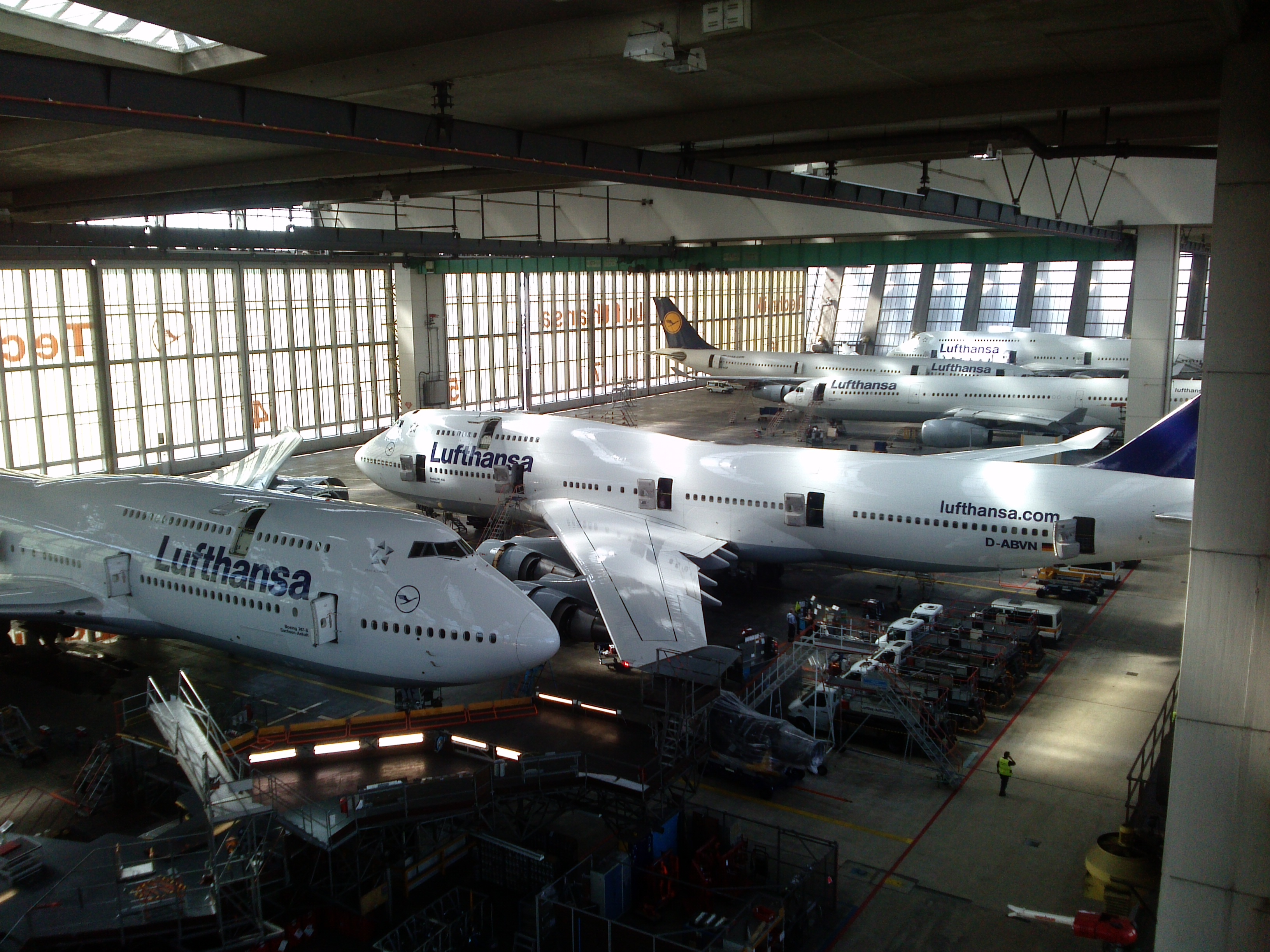
Eine der fünf Lufthansa-Technik-Wartungshallen in Frankfurt

## Geschichte

### 1950
1953 wurde bei der Neugründung der Lufthansa im westlichen Teil des Flughafens Hamburg der erste Grundstein für die technische Basis gelegt.
Im März 1955 stand bereits die erste Doppelhalle, die Platz für drei viermotorige Propellermaschinen bot.
1957 kamen ein Bürogebäude und die Triebwerksüberholung mit Galvanik dazu.

### 1960
1960, mit dem Beginn des Düsenzeitalters, baute die Lufthansa eine Wartungsbasis am Flughafen Frankfurt Main, um ihre Langstreckenflugzeuge dort zu stationieren.
1962 wurde in Hamburg ein Prüfstand für Jettriebwerke errichtet, ebenso die weltweit erste Lärmschutzhalle.
Das Geschäft weitete sich auch auf externe Kunden aus. Die US-amerikanische Luftfahrtbehörde FAA erteilte der Lufthansa die Genehmigung, die Triebwerke und Flugzeuge der amerikanischen Airlines zu überholen.

### 1970
Trotz der Ölkrise erreichten die Auftragseingänge zweistellige Zuwachsraten. Grund dafür war, dass die Lufthansa zu einem hochgeschätzten Technologieunternehmen gewachsen war.
Der größte Zuwachs kam von einer Allianz aus Lufthansa, Air France, Sabena und Alitalia, der Atlas-Gruppe.
1976 wurde die erste Boeing 747 in Hamburg gewartet.

### 1980
Ende der 1980er-Jahre entstand in Hamburg eine neue Halle für bis zu drei Großraumflugzeuge. Ebenfalls wurde eine Lackierhalle nach den neuesten Arbeits- und Umweltschutzrichtlinien gebaut.

### 1990
1994 entstand aus dem Technikbereich der Lufthansa die Lufthansa Technik AG, eine selbstständige 100-prozentige Tochter der Lufthansa.

### 2000

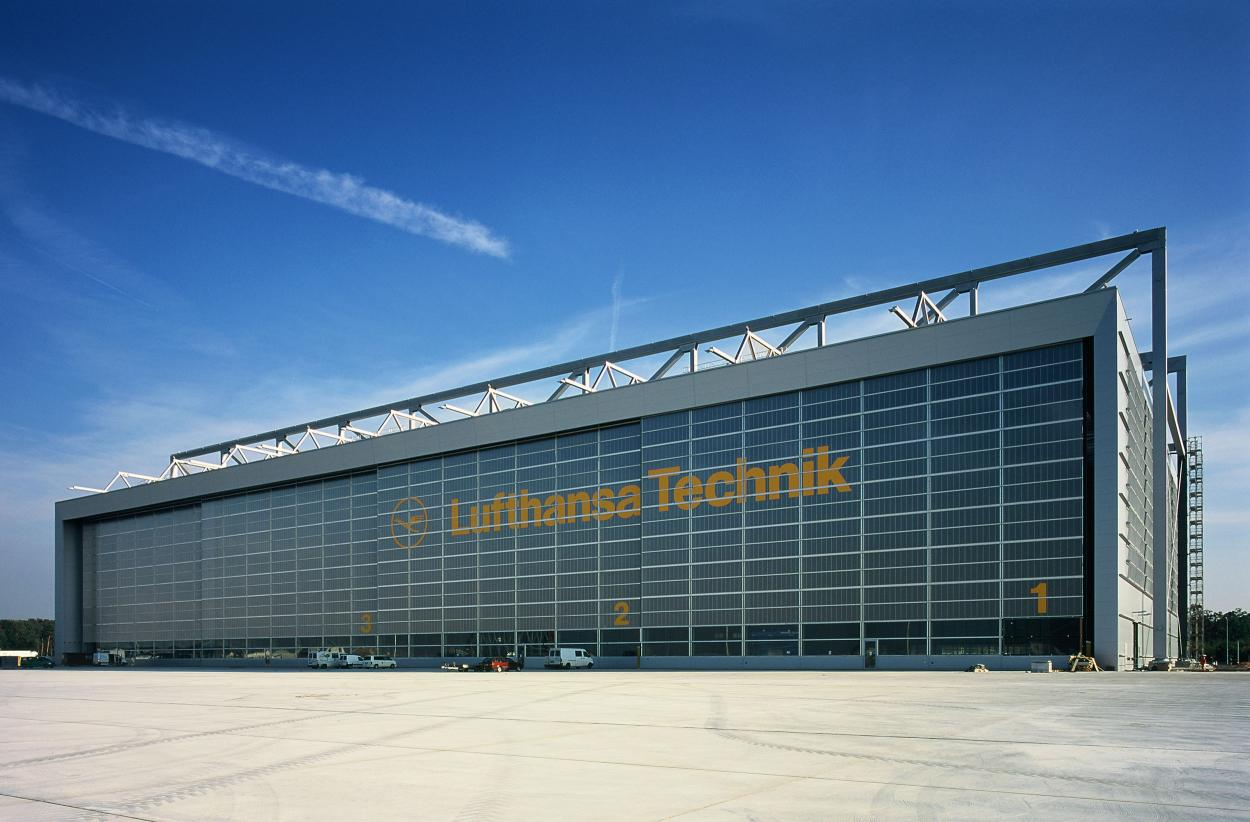
A380-Wartungshalle der Lufthansa Technik in Frankfurt

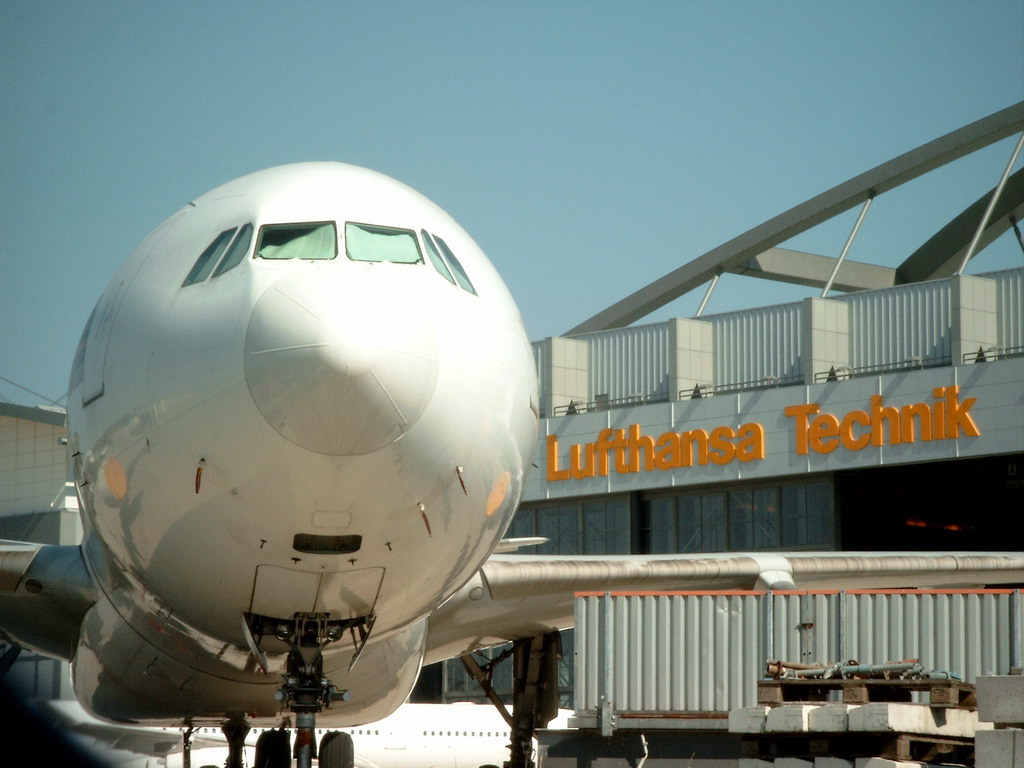
Ein Airbus A340 im Jahr 2003 vor der Lufthansa-Technik-Basis in Hamburg

Im Dezember 2007 wurde in Frankfurt die neue Wartungshalle für den Airbus A380 eröffnet. Der erste Airbus A380 wurde am 19. Mai 2010 an Lufthansa ausgeliefert.
Anfang 2009 wurde die neue 50 Millionen Euro teure Triebwerksüberholungshalle für die CFM-Familie eröffnet. Die neue Halle erweiterte die Produktionsfläche um 9.000 m², die Logistikfläche um 1.500 m² und die Büro- und Servicefläche um 9.000 m². Durch die neue Halle stieg die Kapazität der zu überholenden Triebwerke von rund 320 auf über 400 im Jahr. Im neuen Komplex wurden ca. 700 Mitarbeiter beschäftigt.
2009 gründete das Unternehmen die Lufthansa Technik Maintenance International (LTMI) mit Sitz in Frankfurt, in der auch die Condor/Cargo Technik (CCT) aufging. Bei der LTMI wurden ca. 1000 Mitarbeiter beschäftigt. Sie kümmerte sich um die Wartung der Kundenflugzeuge außerhalb der Lufthansa-Gruppe.

### 2010
Mitte 2012 wurde in Hamburg die Abteilung für Flugzeuglackierungen geschlossen. Die Flugzeuglackierung sollte künftig an anderen Standorten der Lufthansa Technik Gruppe ausgeführt werden. Im Gegenzug wurde das VIP-Geschäft im Hamburger Werk ausgebaut.
Ende Mai 2017 beschloss die Geschäftsführung, die seit 60 Jahren in Hamburg ansässige Flugzeugüberholung ebenfalls zu schließen und diese an anderen Standorten der Gruppe ausführen zu lassen.

### 2020
Im Jahr 2021 wurde die Lufthansa Technik in Hamburg mit der Beschaffung von drei Bombardier Global 6000 und deren Umbau zu Aufklärungsflugzeugen (PEGASUS) für die Luftwaffe beauftragt.
Mitte 2022 schlossen Boeing und Lufthansa Technik einen Vertrag über die Zusammenarbeit und Wartung des Seeaufklärers P-8 Poseidon. Neben der Wartung der P-8-Flotte der Royal Australian Air Force übernimmt Lufthansa Technik auch die Wartung der von der Luftwaffe bestellten P-8. Im selben Jahr gründete Lufthansa Technik mit anderen Partnern der Luftfahrtindustrie ein Konsortium mit der Absicht, Dienstleistungen (wie Wartung und Schulung) für den schweren Transporthelikopter Boeing-Vertol CH-47 anzubieten.
2023 fasste Lufthansa Technik Aktivitäten aus den Bereichen für militärische Dienstleistungen, die es seit ihrer Gründung immer schon gegeben hat, zu der neuen Sparte Defense zusammen. Im selben Jahr trat LHT einem Industriekonsortium bei, das die Wartung der von der Luftwaffe bestellten Lockheed Martin F-35 übernehmen soll. In den Jahren 2023 und 2024 lieferte das Unternehmen die drei zu VIP-Flugzeugen umgebauten Airbus A350; Konrad Adenauer (10+01), Theodor Heuss (10+02) und Kurt Schumacher (10+03) an die Flugbereitschaft des Bundes aus. Damit stehen dem Bundeskanzler und den Ministern der Bundesrepublik Deutschland die derzeit weltweit modernsten Regierungsmaschinen für Langstrecken zur Verfügung.
2024 unterzeichnete Lufthansa Technik eine Absichtserklärung, um sich am Umbau der Boeing E-7 AEW&C als Nachfolger der derzeitigen AWACS-Luftaufklärer zu beteiligen.

## Geschäftsbereiche
Die wichtigsten Produkte der Lufthansa Technik sind die Wartung und Überholung der Flugzeuge, die Triebwerks- und Fahrwerksüberholung, Komponenten und Logistik und der Bereich VIP-Flugzeuge. Weiter bietet Lufthansa Technik den Total Component Support TCS für Geräte und Triebwerksteile und den Total Technical Support TTS an. Dieses Produkt integriert sämtliche Dienstleistungen des Unternehmens.
Die Lufthansa Technik teilt sich in sechs Segmente:
- Wartung & Flugzeugüberholung
- Triebwerke
- Komponenten
- Digitale Flottenlösungen
- Erstausstattung, aber auch Neuausstattung und Wartung von VIP-Flugzeugen
- Militärische Dienstleistungen[15]

### VIP-Flugzeuge
Lufthansa Technik in Hamburg ist weltweit führend in der Umrüstung von Passagierflugzeugen in Privatjets wie z. B. 747, A320, 777 etc. Auf Basis der A319 entwickelte Airbus den Corporate Jetliner (ACJ), der auf der Werft der Lufthansa Technik mit VIP-Innenausstattungen versehen wird. Der Airbus A318 Elite, die VIP-Version des Airbus A318, wurde ebenfalls durch Lufthansa Technik in Hamburg ausgestattet – im Jahr 2008 wurde die A318-Elite-Ausstattung zu der Firma BizJet International, einer 100%igen Tochterfirma der Lufthansa Technik AG, an den Standort Tulsa im US-Bundesstaat Oklahoma verlagert und verblieb dort bis zum Ende des Elite-Programms im Jahr 2018. Weiterhin werden Boeing 747-8 und viele andere Modelle in Hamburg umgerüstet.

## Beteiligungen

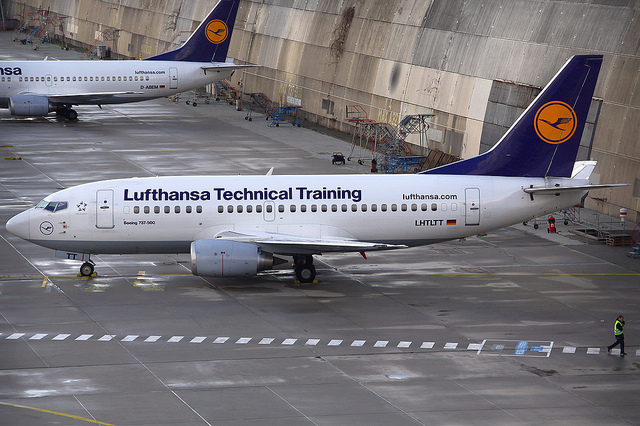
Ausgemusterte Boeing B737-500 (D-ABJI) der Lufthansa als Trainingsflugzeug für die Auszubildenden der LHT Frankfurt

Zur Lufthansa Technik Gruppe gehören weltweit 31 technische Instandhaltungsbetriebe. Das Unternehmen ist direkt und indirekt an 54 Gesellschaften beteiligt.
| Firma                                                                         | Anteile | Sitz              | Geschäftsfeld                                                                                                  |
| ----------------------------------------------------------------------------- | ------- | ----------------- | --- |
| Lufthansa Technik Shannon                                                     | 100 %   | Shannon           | Überholung von Kurz- und Mittelstreckenflugzeugen                                                              |
| Lufthansa Technik Turbine Shannon                                             | 100 %   | Shannon           | Reparatur von Triebwerksteilen                                                                                 |
| Lufthansa Technik Airmotive Ireland                                           | 100 %   | Dublin            | Triebwerksüberholung – 2014 geschlossen                                                                        |
| Lufthansa Technik Brussels                                                    | 100 %   | Brüssel           | Wartung von Kurz- und Mittelstreckenflugzeugen                                                                 |
| Lufthansa Technik Maintenance International                                   | 100 %   | Frankfurt         | Externes Kundengeschäft in der Flugzeugwartung                                                                 |
| Lufthansa LEOS                                                                | 100 %   | Frankfurt         | Bodendienstleistungen                                                                                          |
| Lufthansa Technik AERO Alzey                                                  | 100 %   | Alzey             | Überholung von Triebwerken der Regionalflugzeuge                                                               |
| Lufthansa Technik Logistik/Lufthansa Technik Logistik Services                | 100 %   | Hamburg           | Transport und Bevorratung von Luftfahrtteilen                                                                  |
| Lufthansa Technical Training                                                  | 100 %   | Hamburg           | Ausbildung und Schulung von Lufthansa-Mitarbeitern                                                             |
| Lufthansa Industry Solutions                                                  | 100 %   | Norderstedt       | IT-Beratung, IT-Systemintegration und -Entwicklung                                                             |
| Hawker Pacific Aerospace                                                      | 100 %   | Sun Valley        | Überholung von Fahrwerken                                                                                      |
| Lufthansa Technik Landing Gear Services UK (vormals Hawker Pacific Aerospace) | 100 %   | London            | Überholung von Fahrwerken                                                                                      |
| Lufthansa Technik Engines Services (vormals BizJet International)             | 100 %   | Tulsa             | Wartung und Überholung von Triebwerken des Typs V2500, CFM56-5B und -7B, sowie Rolls-Royce Tay 611-8 und -8C   |
| Lufthansa Technik Component Services                                          | 100 %   | Tulsa             | Instandhaltung von Komponenten                                                                                 |
| Lufthansa Technik Switzerland (2008–2013)                                     | 100 %   | Basel             | Technischen Betreuung von VIP- und Geschäftsreiseflugzeugen – 2013 geschlossen                                 |
| Swiss Aviation Software AG                                                    | 100 %   | Allschwil         | Entwicklung und Vertrieb der MRO Software AMOS                                                                 |
| Lufthansa Technik Milan                                                       | 100 %   | Mailand           | Geräteversorgung                                                                                               |
| Lufthansa Technik Services India                                              | 100 %   | Bengaluru         | Ersatzteilversorgung der indischen Kunden                                                                      |
| Lufthansa Technik Vostok                                                      | 100 %   | Moskau            | Ersatzteilversorgung der russischen Kunden – 2023 geschlossen                                                  |
| Lufthansa Technik Puerto Rico                                                 | 100 %   | Aguadilla         | Wartung und Überholung der Airbus-A320-Familie                                                                 |
| Lufthansa Technik Budapest                                                    | 100 %   | Budapest          | Überholung der Boeing-737- und Airbus-A320-Familie                                                             |
| Lufthansa Technik Middle East                                                 | 100 %   | Dubai             | Reparatur von Flugzeugteilen und Schubumkehrern                                                                |
| Lufthansa Technik Shenzhen                                                    | 080 %   | Shenzhen          | Reparatur von Flugzeugteilen und Schubumkehrern                                                                |
| Lufthansa Technik Sofia                                                       | 075,1 % | Sofia             | Überholung der Boeing-737- und Airbus-A320-Familie                                                             |
| Lufthansa Technik Philippines                                                 | 051 %   | Manila            | Wartung und Überholung von Flugzeugen der Philippine Airlines und andere asiatische Kunden                     |
| Lufthansa Technik Intercoat                                                   | 051 %   | Kaltenkirchen     | Reparaturbeschichten von Luftfahrtteilen                                                                       |
| Lufthansa Bombardier Aviation Services                                        | 051 %   | Berlin            | Wartung und Überholung von Bombardier-Businessjets (Learjet, Challenger & Global)                              |
| Lufthansa Technik Malta                                                       | 092 %   | Malta             | C-Checks und D-Checks an der Boeing-737- und Airbus-A320-Familie sowie C, D und IL-Checks am A330/A340 Classic |
| IDAIR                                                                         | 100 %   | Hamburg           | Entwicklung, Herstellung und Vertrieb von Inflight-Entertainment                                               |
| Spairliners                                                                   | 050 %   | Hamburg           | Versorgung von Komponenten für die A380 und die Embraer-E-Jet-Familie                                          |
| N3 Engine Overhaul Services                                                   | 050 %   | Arnstadt          | Überholung der RR-Trent-Motoren                                                                                |
| Airfoil Services                                                              | 050 %   | Kuala Lumpur      | Reparatur von Triebwerksschaufeln                                                                              |
| Inairvation                                                                   | 050 %   | Edlitz-Thomasberg | Innenausstattung von Geschäftsflugzeugen                                                                       |
| Lumics                                                                        | 050 %   | Hamburg           | Beratung von industriellen Produktions- und Fertigungsunternehmen                                              |
| Ameco Beijing                                                                 | 040 %   | Peking            | Wartung und Überholung von Triebwerken und Flugzeugen der Air China und anderer Kunden                         |
| Heico Aerospace                                                               | 020 %   | Hollywood         | Produktion von Triebwerksteilen                                                                                |
| XEOS (bis 2021)                                                               | 051 %   | Breslau           | Überholung von den GE-Triebwerksmustern GEnx-2B und GE9X                                                       |
| EME Aero                                                                      | 050 %   | Rzeszów           | Überholung von P&W Triebwerken                                                                                 |
| AERQ                                                                          | 051 %   | Hamburg           | Entwicklung, Herstellung und Vertrieb von Inflight-Entertainment Systemen an kommerzielle Kunden               |
| Avionic Design                                                                | 100 %   | Hamburg           | Entwicklung und Herstellung von elektronischen Komponenten für Flugzeuge                                       |

## Kritik
Im Oktober 2020 wurde bekannt, dass die Lufthansa Technik für die Wartung des Regierungsflugzeugs des belarussischen Diktators Aljaksandr Lukaschenka zuständig ist. Die Vereinte Dienstleistungsgewerkschaft hat sich in einer Erklärung an die Angestellten der Lufthansa Technik gewandt und darauf hingewiesen, dass Arbeiter und Gewerkschaften in Belarus schweren Repressalien ausgesetzt seien. Teile der Belegschaft von Lufthansa Technik weigerten sich, Arbeiten an dem Flugzeug des Diktators durchzuführen. Am 27. Oktober 2020 wurde es nach seiner Wartung wieder zurück nach Belarus geflogen.